# Легконравов Павло Костянтинович
Павло Костянтинович Легконравов (4 січня 1894, село Артем'євське Кологривського повіту Ярославської губернії, тепер Галичського району Костромської області, Російська Федерація — розстріляний 29 липня 1938, місто Москва) — радянський діяч, голова виконавчого комітету Кіровської обласної ради, голова виконавчого комітету Далекосхідної крайової ради. Депутат Верховної Ради СРСР 1-го скликання (1937—1938).

## Біографія
Народився в селянській родині.
З 1918 по 1920 рік служив у Червоній армії, учасник Громадянської війни в Росії.
Член РКП(б) з 1918 року.
У 1920—1922 роках — помічник військового комісара Буйського повіту Костромської губернії. У 1922—1923 роках — в.о. військового комісара Кологривського повіту Костромської губернії, заступник голови виконавчого комітету повітової ради Костромської губернії.
З 1924 року — в Червоній армії.
У 1924—1927 роках — військовий комісар Лукоянівського повіту Нижньогородської губернії; голова виконавчого комітету Лукоянівської повітової ради Нижньогородської губернії. У 1927—1929 роках — голова виконавчого комітету Арзамаської повітової ради Нижньогородської губернії. У 1929—1930 роках — голова виконавчого комітету Арзамаської окружної ради Нижньогородської губернії.
У 1930 році — представник виконавчого комітету Нижньогородської крайової ради при ВЦВК.
У 1930—1934 роках — начальник Нижньогородського (Горьковського) крайового земельного управління.
У грудні 1934 — лютому 1937 року — заступник голови виконавчого комітету Кіровської крайової (обласної) ради.
У лютому — серпні 1937 року — голова виконавчого комітету Кіровської обласної ради.
13 вересня 1937 — квітень 1938 року — голова виконавчого комітету Далекосхідної крайової ради.
4 квітня 1938 року заарештований органами НКВС. У липні 1938 року Воєнною колегією Верховного суду СРСР засуджений за «участь в контрреволюційній терористичній організації» і розстріляний. Реабілітований в квітні 1956 року.